# Стріппінг (текстильна промисловість)
Стріппінг (текстильна промисловість) — це техніка видалення кольору, яка використовується для часткового або усунення кольору з пофарбованих текстильних матеріалів. Фарбування текстилю часто стикається з проблемами, такими як нерівномірне або дефектне фарбування та поява кольорових плям на поверхні тканини під час процесу фарбування та наступних етапів обробки текстильного матеріалу. Зачистка — один із методів повторної обробки, який використовується для виправлення небажаних кольорів і дефектів пофарбованих матеріалів. Ефективність цього процесу залежить від таких факторів, як тип барвника, волокнистий матеріал і використовувані видаляючі агенти. Крім того, процедура розпізнається альтернативними термінами, а саме зачистка назад або деструктивна зачистка.
Зачистка — це метод повторної обробки, який використовується в текстильній промисловості, коли видалення кольору з тканини стає важливим під час процесу фарбування. Цей підхід можна застосувати для усунення будь-яких ускладнень, що виникають під час процесу фарбування, або для зміни кольору зайвої тканини для подальшого використання.   Процес зачистки (стріппінгу) так само складний, як і фарбування, і вимагає особливої уваги до багатьох факторів, таких як тип барвника, матеріал, відновлювач, вартість тощо. Коли справа доходить до видалення барвника з тканини, важливо розрізняти зачистку з тильного боку та деструктивну зачистку.